# Raina
Pour les articles homonymes, voir Raina (homonymie).
Oh Hye-rin (née le 7 mai 1989), mieux connue par son nom de scène Raina, est une auteur-compositeur-interprète sud-coréenne. Elle est la chanteuse principale du girl group sud-coréen After School et de sa sous-unité Orange Caramel. Raina a débuté avec le groupe en novembre 2009 avec la sortie du deuxième single du groupe, nommé "Because of You". Elle a débuté en solo en septembre 2014 avec le single "You End, And Me".

## Carrière
Raina a essayé d'auditionner chez JYP Entertainment pour devenir rappeuse, avant de rejoindre Pledis Entertainment. Avant de débuter, Raina était barista chez Coffee Bean & Tea Leaf. Elle avait aussi auditionné pour Superstar K de Mnet et a été élève de la SM Academy. Raina est considérée comme l'une des meilleures chanteuses parmi les girl groups d'idoles de la Corée du Sud.
Raina a officiellement débuté avec le groupe lors de la sortie de leur deuxième single, "Because of You", qui a atteint la première place du Gaon Digital Chart et a gagné la "triple crown" sur l'Inkigayo de SBS. Elle a débuté avec la sous-unité d'After School Orange Caramel le 18 juin 2010, sur le Music Bank de KBS avec la chanson "Magic Girl". Elle a sorti son premier single solo pour l'OST de My Shining Girl en février 2012. Raina a écrit des paroles pour Orange Caramel, dont celles de "Still..." et "Standing in This Place". Elle a aussi écrit celles de "Love Love Love" et "Timeless" d'After School.
Le 12 juin 2014, Raina et le rappeur San E sortent un duo R&B nommé "A Midsummer Night's Sweetness". La collaboration a culminé dans tous les classements musicaux coréens rapidement après sa sortie, et s'est retrouvée à la 4e place des classements de fin d'année du Gaon Digital Chart.
On a révélé le 28 septembre 2014 que Raina ferait ses débuts solo avec la sortie d'un album single digital intitulé Reset, pour le 8 octobre. Il y a deux chansons sur cet album: "You End, and Me" et "Repertoire". La chanson-titre "You End, and Me", est en featuring avec Kanto du groupe hip-hop Troy. Le 24 novembre 2015, Raina sort le single "Don't Know", qui est une de ses compositions.

## Discographie

### Singles
| Titre                                                        | Année | Meilleure position | Ventes                  | Album            |
| Titre                                                        | Année | COR                | Ventes                  | Album            |
| ------------------------------------------------------------ | ----- | ------------------ | ----------------------- | ---------------- |
| "A Midsummer Night's Sweetness" (한여름밤의 꿀) (avec San E) | 2014  | 1                  | - COR (DL): 2,176,748+, | Non-album single |
| "You End, And Me" (장난인거 알아) (ft. Kanto)                | 2014  | 25                 | - COR (DL): 142,407+    | Reset            |
| "Don't Know" (모르겠다)                                      | 2015  | 71                 | - COR (DL): 28,237+     | Non-album single |
| "Sugar and Me" (달고나) (avec San E)                         | 2016  | 5                  | - COR (DL): 418,248+    | Non-album single |

### Autres chansons
| Année | Titre                                                                      | Album                                  |
| ----- | -------------------------------------------------------------------------- | -------------------------------------- |
| 2010  | "Love Does Not Wait" (사랑을 미룰 순 없나요)                               | The First Mini Album (Orange Caramel)  |
| 2010  | "Not Yet..." (아직…)                                                       | The Second Mini Album (Orange Caramel) |
| 2011  | "Leaning Against Time" (시간에 기대어)                                     | Virgin                                 |
| 2012  | "Timeless" (avec Jungah)                                                   | Flashback                              |
| 2012  | "Superwoman" (ft. Choi Seung-cheol)                                        | Lipstick                               |
| 2013  | "Meteor and Piercing" (流星とピアス)                                       | Orange Caramel                         |
| 2013  | "Crying While Putting Makeup On" (화장을 하다 울었어) (avec Jungah)        | First Love                             |
| 2014  | "Repertoire"                                                               | Reset                                  |

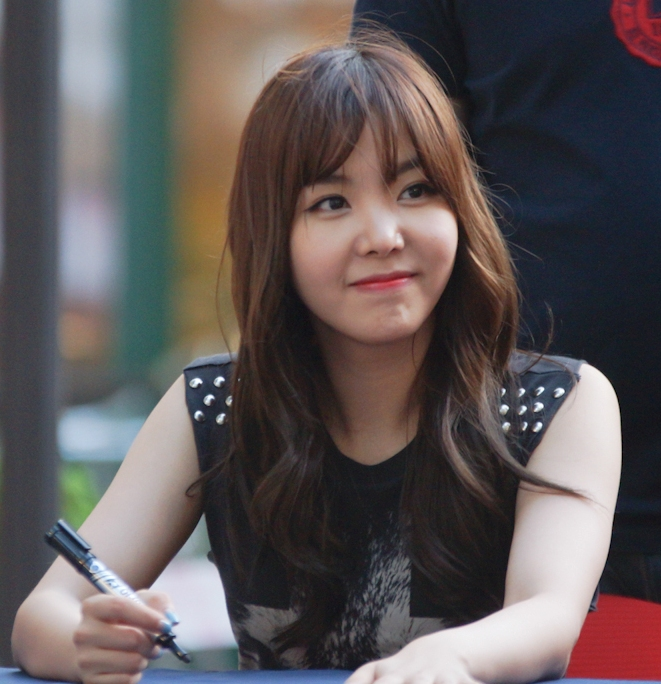
Raina à un fan-meeting d'After School en juin 2013.

| 2015  | "Allday Allnight" (볼래) (avec Jakop(야콥), ￦uNo(우노), DAYDAY(데이데이)) |                                        |

### Bandes-son
| Année | Titre                                                               | Album                      |
| ----- | ------------------------------------------------------------------- | -------------------------- |
| 2012  | "Self-Luminous" (자체발광)                                          | My Shining Girl OST Part 2 |
| 2012  | "Even After A Day" (하루가 지나도) (avec Kan Jong Wook)             | Tasty Life OST Part 1      |
| 2015  | "Stay Weird Stay Different" (avec Hanhae de Phantom et Verbal Jint) | non-album single           |

### Crédits

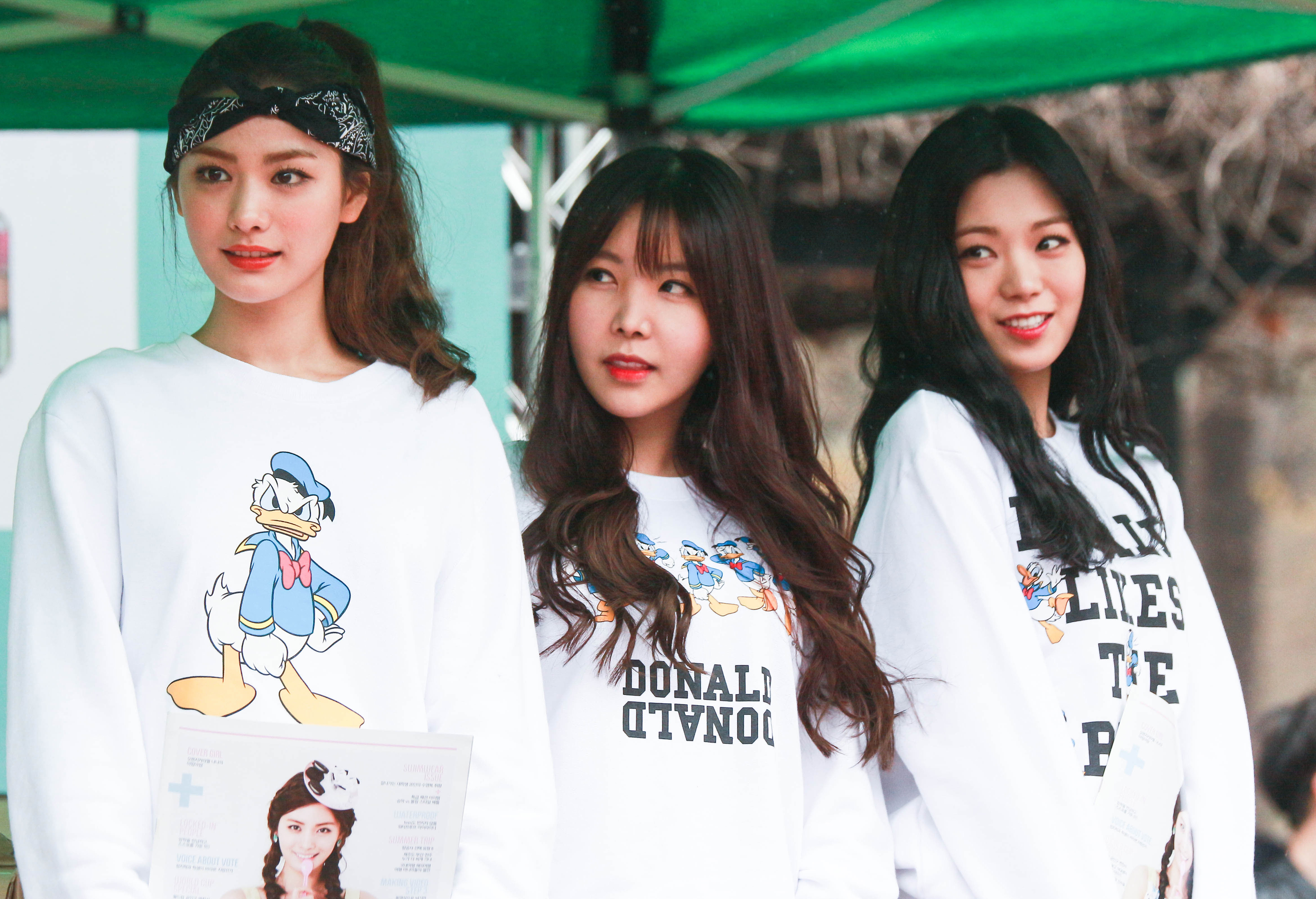
Orange Caramel en 2015. Raina est au milieu.

- Orange Caramel - "Standing Here" (2010)
- Orange Caramel - "Not Yet..." (2010)
- After School - "Love Love Love" (2010)
- After School - "Timeless" (2012)
- Raina - "I Don't Know" (2015)

## Récompenses et nominations

### Mnet Asian Music Awards
| Année | Catégorie               | Travail nommé                                   | Résultat   |
| ----- | ----------------------- | ----------------------------------------------- | ---------- |
| 2014  | Chanson de l'année      | San E & Raina - "A Midsummer Night's Sweetness" | Nomination |
| 2014  | Meilleure collaboration | San E & Raina - "A Midsummer Night's Sweetness" | Nomination |

### MelOn Music Awards
| Année | Catégorie          | Travail nommé                                   | Résultat   |
| ----- | ------------------ | ----------------------------------------------- | ---------- |
| 2014  | Chanson de l'année | San E & Raina - "A Midsummer Night's Sweetness" | Nomination |
| 2014  | Prix Hot Trend     | San E & Raina - "A Midsummer Night's Sweetness" | Nomination |
| 2014  | Rap/Hip-hop        | San E & Raina - "A Midsummer Night's Sweetness" | Lauréat    |

### Golden Disk Awards
| Année | Catégorie       | Travail nommé                                   | Résultat   |
| ----- | --------------- | ----------------------------------------------- | ---------- |
| 2015  | Bonsang Digital | San E & Raina - "A Midsummer Night's Sweetness" | Nomination |

### Seoul Music Awards
| Année | Catégorie        | Travail nommé                                   | Résultat |
| ----- | ---------------- | ----------------------------------------------- | -------- |
| 2014  | Prix Rap/Hip-hop | San E & Raina - "A Midsummer Night's Sweetness" | Lauréat  |

### Gaon Chart K-Pop Awards
| Année | Catégorie                    | Travail nommé                                   | Résultat |
| ----- | ---------------------------- | ----------------------------------------------- | -------- |
| 2014  | Artiste de l'année - juillet | San E & Raina - "A Midsummer Night's Sweetness" | Lauréat  |

### Bugs Awards
| Année | Catégorie       | Travail nommé                                   | Résultat |
| ----- | --------------- | ----------------------------------------------- | -------- |
| 2014  | Top 10 chansons | San E & Raina - "A Midsummer Night's Sweetness" | Lauréat  |